# Engubium
Engubium  est l'ancien nom de la ville de Gubbio, dans la province de Pérouse, en Ombrie (Italie).

## Histoire

### Ville préromaine
Les origines de la ville d'Engubium sont très anciennes. Les hauteurs de la ville étaient déjà occupées à l'Âge du bronze.
Durant la période préromaine, la ville était un centre important et était occupée par le peuple italique des Ombriens.
L'historien grec Hérodote écrit au Ve siècle av. J.-C. que les Étrusques se sont installés « en Ombrie ».

### Ville romaine
Après la conquête romaine du IIe siècle av. J.-C., Engubium devient Iguvium et demeure une ville importante, comme l'atteste son théâtre romain antique, le second en taille qui subsiste au monde.

## Vestiges archéologiques
Parmi les découvertes faites sur les lieux figurent les tables eugubines (ou iguvines), un ensemble de pièces en bronze qui constituent, réunies, le plus grand texte historique sur l'Ombrie antique. L'alphabet ombrien, comme d'autres anciens alphabets italiques, est dérivé de l'alphabet étrusque et s'écrivait de droite à gauche. L'ombrien s'est aussi écrit en utilisant l'alphabet latin.